# Othonna bulbosa
Othonna bulbosa là một loài thực vật có hoa trong họ Cúc. Loài này được Carl von Linné mô tả khoa học đầu tiên.